# Bob McAuliffe
Robert N. „Bob” McAuliffe  (ur. 10 marca 1939, Trynidad i Tobago,  zm. 24 maja 2005 w Portoryko) – strzelec z Wysp Dziewiczych Stanów Zjednoczonych, olimpijczyk. 
Brał udział w Letnich Igrzyskach Olimpijskich 1972 (Monachium). Startował tylko w konkurencji pistoletu szybkostrzelnego (25 m), w której zajął 59. miejsce. Ze sklasyfikowanych zawodników, McAuliffe wyprzedził tylko Szwajcara Kurta Reya.

## Wyniki olimpijskie
| Igrzyska | Konkurencja                   | Wynik                    | Miejsce | Źródło |
| -------- | ----------------------------- | ------------------------ | ------- | ------ |
| IO 1972  | Pistolet szybkostrzelny, 25 m | 494 punkty (180-182-132) | 59      | [ 1 ]  |